# Secante hiperbólica

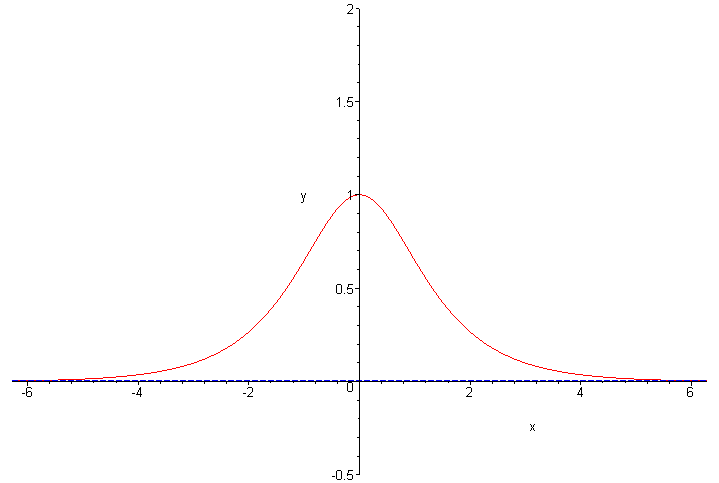
Gráfico da função secante hiperbólica

A Secante hiperbólica é uma função hiperbólica. É obtida a partir da razão entre 1 e o cosseno hiperbólico, de forma similar à relação trigonométrica da secante.
{\displaystyle \operatorname {sech} (t)={1 \over {\cosh(t)}}\Leftrightarrow }
{\displaystyle \Leftrightarrow \operatorname {sech} (t)={1 \over {e^{t}+e^{-t} \over 2}}\Leftrightarrow }
{\displaystyle \Leftrightarrow \operatorname {sech} (t)={2 \over e^{t}+e^{-t}}}